# 제1 기본 형식
미분기하학에서 제1 기본 형식(第一基本形式, 영어: first fundamental form)은 계량 형식을 부분다양체에 국한시켜 얻는 계량 형식이다.

## 정의
리만 다양체 {\displaystyle (M,g)} 속에 부분다양체 {\displaystyle f\colon \Sigma \to M}가 주어졌다고 하자. 그렇다면 {\displaystyle \Sigma } 위의 제1 기본 형식은 매장 {\displaystyle f}로부터 유도되는 계량 텐서이며, 다음과 같다.
{\displaystyle \operatorname {I} _{\alpha \beta }=\partial _{\alpha }f^{\mu }\partial _{\beta }f^{\nu }g_{\mu \nu }}

### 유클리드 공간의 경우
고전적으로, 제1 기본 형식은 n차원 유클리드 공간 속의 곡면 {\displaystyle \Sigma \subset \mathbb {R} ^{n}}에 대하여 정의된다. 이 경우 제1 기본 형식은 2×2 양의 정부호 대칭행렬이며, 다음과 같다. {\displaystyle \Sigma }에 좌표 {\displaystyle \xi =(\xi ^{1},\xi ^{2})}를 잡으면, 매장 {\displaystyle \mathbf {f} (\xi )\in \mathbb {R} ^{n}}을 정의할 수 있다. 그렇다면 제1 기본 형식은 다음과 같다. 행렬 표현에서 기호 {\displaystyle E,F,G}는 전통적인 표기이다.
{\displaystyle \operatorname {I} ={\begin{pmatrix}d\xi ^{1}&d\xi ^{2}\end{pmatrix}}{\begin{pmatrix}E&F\\F&G\end{pmatrix}}{\begin{pmatrix}d\xi ^{1}\\d\xi ^{2}\end{pmatrix}}=\sum _{i,j=1}^{2}{\frac {\partial \mathbf {f} }{\partial \xi ^{i}}}\cdot {\frac {\partial \mathbf {f} }{\partial \xi ^{j}}}\,d\xi ^{i}\,d\xi ^{j}}

## 참고 문헌
- 원대연; 이난이 (2014). 《미분기하학 입문》. 경문사. ISBN 978-89-6105-780-6. 2014년 5월 12일에 원본 문서에서 보존된 문서. 2014년 5월 11일에 확인함.
- Guggenheimer, Heinrich (1977). 《Differential geometry》 (영어). Dover. ISBN 0-486-63433-7.
- Kobayashi, Shoshichi; Katsumi Nomizu (1996). 《Foundations of differential geometry, volume 2》 (영어) New판. Wiley-Interscience. ISBN 0-471-15732-5.
- Spivak, Michael (1999). 《A comprehensive introduction to differential geometry, volume 3)》 (영어). Publish or Perish. ISBN 0-914098-72-1.

## 같이 보기
- 제2 기본 형식
- 가우스 곡률
- 가우스의 빼어난 정리